# サロ (フィンランド)
サロ (フィンランド語: Salo [ˈsɑlo]) は、フィンランド南西スオミ県の都市でバルト海岸に位置する。サロ郡に属する。サロはスオミ語で「森の地」という意味である。
人口51,407人 (2021年12月31日現在)である。
ヘルシンキとトゥルクの中間に位置し、ノキアの主力工場が立地する。
2009年、ハリッコ、キーカラ、キスコ、クーショキ、ムールラ、ペルニエ、ペルッテリ、スオムシェルヴィ、セルキサロを合併し、広大な市となった。面積2168km2。

## サロ出身の人物
- ヴォイット・ヘルステン：陸上競技400 mのオリンピックメダリスト
- サウリ・ニーニスト：政治家弁護士
- アルマス・トイヴォネン：陸上競技マラソンのオリンピックメダリスト
- カレルヴォ・トイヴォネン：陸上競技やり投のオリンピックメダリスト
- ラウリ・ヴィルタネン：陸上競技長距離走のオリンピックメダリスト

## 姉妹都市
- Anija Parish、エストニア
- Elva、エストニア
- Katrineholm、スウェーデン
- Vennesla、ノルウェー
- Odder、デンマーク
- ルジェフ、ロシア
- ナジカニジャ、ハンガリー
- Puchheim、ドイツ
- St. Anthony、アメリカ合衆国
- 北京市、中国
- タイグエン、ベトナム